# Палоярви (озеро, Лоухский район)
Палоярви (Пало-ярви) — озеро на территории Амбарнского сельского поселения Лоухского района Республики Карелии.

## Общие сведения
Площадь озера — 1 км², площадь водосборного бассейна — 5,45 км². Располагается на высоте 89,2 метров над уровнем моря.
Форма озера лопастная, продолговатая: оно почти на три километра вытянуто с северо-востока на юго-запад. Берега каменисто-песчаные, местами заболоченные.
С северо-западной стороны озера вытекает короткая безымянная протока, впадающая в озеро Кереть, из которого берёт начало река Кереть, впадающая в Белое море.
Возле северо-восточной оконечности Палоярви проходит трасса Р21 («Кола»).
Код объекта в государственном водном реестре — 02020000711102000002125.